# Newzealandia moseleyi
Newzealandia moseleyi är en plattmaskart som först beskrevs av Hutton 1880.  Newzealandia moseleyi ingår i släktet Newzealandia och familjen Geoplanidae. Inga underarter finns listade i Catalogue of Life.